# コスチェリョヴォ
座標: 北緯55度55分52秒 東経39度37分19秒 / 北緯55.9311度 東経39.6219度

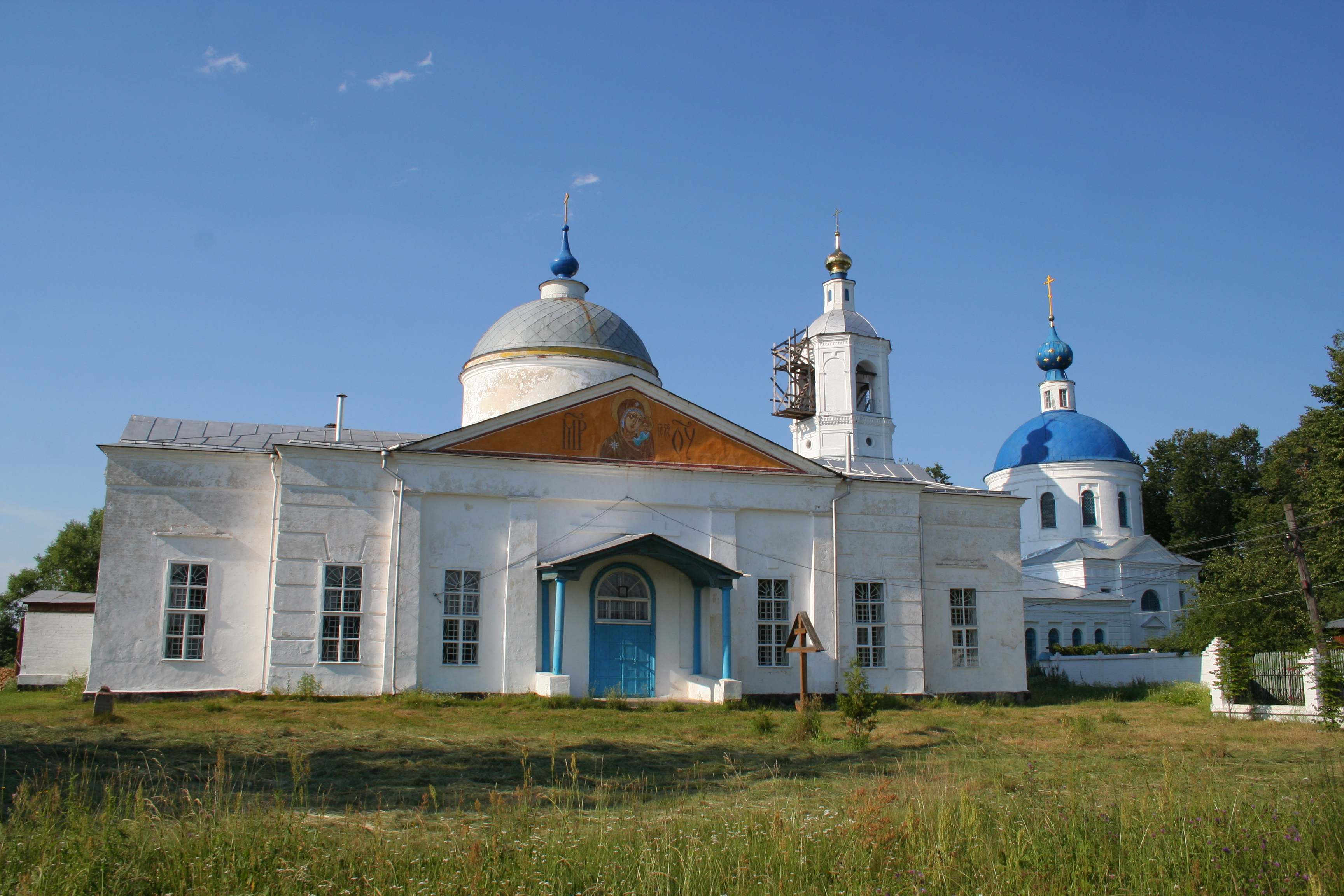

コスチェリョヴォ（コスチェリョーヴォ、ロシア語: Костерёво, 英語: Kosteryovo）は、ロシアのヴラジーミル州にある町。人口は7,133人（2021年）。メシュチョラ低地の北縁にありクリャージマ川の左支流リプニャ川に沿う。州都ウラジーミルからは西へ52km、最寄りの都市ペトゥシキの9km東。ペトゥシキ地区に属する。
1890年、モスクワ-ウラジーミル-ニジニ・ノヴゴロド間の鉄道（1862年開通）にコスチェリョヴォ駅が開業したとともに集落が誕生した。この駅は近くのガラス工場のために開設された駅で、駅名は工場主のI.I.コスチェリョフにちなんでいた。1894年に織機修理工場が操業し、1912年にも別の織機部品工場が開設された。この工場の発展とともに町も大きくなり、1939年に都市型集落となり、1981年に市の地位を得ている。
コスチェリョヴォには現在も織機工場のほか、製材所、プラスチック製品工場などがある。鉄道のほか、モスクワ-ニジニ・ノヴゴロド-カザン-ウファ間のロシア連邦道路M7が市街地の北を通る。